# Pollex angustiae
Pollex angustiae là một loài bướm đêm thuộc họ Erebidae. Nó được tìm thấy ở Sumatra.
Sải cánh dài khoảng 10 mm. Cánh trước hẹp và màu nâu sáng. Cánh dưới màu nâu sáng đồng nhất.